# Осетинское историко-филологическое общество
Осетинское историко-филологическое общество (ОИФО) — осетинская научная и культурно-просветительская организация, действовавшая в Северной Осетии с 1919 по 1925 года. Организация внесла значительную роль в развитии осетинской науки, образования, культуры и музейного дела в Северной Осетии.
В 1918 году среди молодой осетинской интеллигенции возникло движение по созданию общества, которое занималось бы сбором и сохранением осетинской материальной и духовной культуры. 20 января 1919 года в № 15/68 газеты «Горская жизнь» был опубликован устав «Любителей осетинской народной словености», который написал Григорий Алексеевич Дзагуров. Задачей этого общества были объявлены охрана, собирание памятников осетинской истории, издание учебных пособий и материалов по осетиноведению для осетинских учебных заведений. Однако вскоре было решено, что деятельность этой организации имеет узкую специализацию, поэтому учредители организации предложили расширить область деятельности организации и поручили составить новый устав Борису Андреевичу Алборову.
25 апреля 1919 года Борис Алборов представил учредителям организации, собравшимся в Осетинской учительской семинарии на Тарской улице во Владикавказе. Борис Алборов предложил собираться новому обществу в здании Владикавказской учительской семинарии, чтобы пользоваться её библиотечным и имущественным фондом. На этом собрании было решено называть организацию как «Осетинское историко-филологическое общество». Председателем новой организации был выбран Г. А. Дзагуров и секретарём — Б. А. Алборов.
5 октября 1919 года устав «Осетинского историко-филологического общества» был утверждён Владикавказским Окружным судом.
Организация объявила, что своей деятельностью считает поиск, сбор и сохранение памятников осетинской старины, их научную классификацию и изучение, издание собранных памятников народной словесности и трудов по осетиноведению, разработку методов преподавания в осетинских учебных заведениях и подготовку преподавателей по осетиноведению.
На конец 1920 года в организации состояло 78 человек. В 1920 году председателем организации был Б. А. Алборов. В первые годы 1920-х годов общество проводило свои заседания в особняке Гаппо Баева на улице Ленина, 32.
Членами общества были Александр Тибилов, Георгий Цаголов и другие известные осетинские деятели. Пожизненным членом организации был Елбыздыко Бритаев.
Организация занималась вопросом латинизации осетинского алфавита. 24 августа 1920 года состоялось собрание общества, на котором члены организации единогласно выступили за пропаганду перехода осетинского языка на латинскую графику. В августе 1920 года Общество участвовало в организации Терского областного архивного управления.
В сентябре 1923 года Осетинское историко-филологическое общество было зарегистрировано Главнаукой СССР и в октябре этого же года Административным управлением НКВД Горской Республики.
Члены общества положили начало нартоведческим исследованиям. Общество предполагало издавать научный журнал «Вестник Осетинского историко-филологического общества».
Общество работало до 1 января 1925 года, когда оно было преобразовано в Северо-Осетинский НИИ краеведения. Первым директором этого научного учреждения стал Б. А. Алборов, который в это время уже был профессором на кафедре общего и осетинского языкознания Северо-Кавказского педагогического института.
В 1938 году Б. А. Алборов был репрессирован и находился в заключении в Свердловской области.
В 1939 году и повторно в 1951—1953 годах на страницах северо-осетинской периодической печати публиковались статьи бывшего редактора газеты «Молодой большевик» А. Джикаевой, в которых она представляла Осетинское историко-филологическое общество как «контрреволюционную, шпионскую и антисоветскую организацию». По её словам, общество «действовало по указке своих империалистических хозяев, вело активную борьбу против русской культуры, всячески пытаясь препятствовать установлению дружбы народов».